# 阿蘇爾灣 (庫薩平區)
阿蘇爾灣（西班牙語：Bahía Azul），是巴拿馬的城鎮，位於該國西北部，由恩戈貝-布格雷特區的庫薩平區負責管轄，面積76.5平方公里，海拔高度21米，2010年人口3,621，人口密度每平方公里47.3人。